# Giuseppe Capograssi
Giuseppe Capograssi (Sulmona, 21 de marzo de 1889 – Roma, 23 de abril de 1956) fue un jurista filósofo y académico italiano. Principalmente se dedicó a la filosofía del derecho. fue miembro de la Corte costituzionale della Repubblica Italiana.

## Biografía
Giuseppe Capograssi nació en Sulmona de una antigua familia noble cuyo origen se sitúa en un pueblo de la provincia  de la provincia de Salerno y que en torno al 1319 se trasladó siguiendo al obispo Andrea. Nieto de Nunzio Federigo Faraglia, Capograssi se graduó en Derecho en Roma en noviembre del 1911 defendiendo su trabajo final de licenciatura con título: "El Estado y la Historia". En él afloran ya  los problemas relacionados con las interrelaciones entre el individuo, la sociedad y el Estado, dichas problemáticas las seguirá abordando durante toda su carrera. 
Tras ejercer durante un tiempo la abogacía decidió adentrarse en la vida académica, iniciando dicha actividad en la Università degli Studi di Sassari,después enseñó en la Università degli Studi di Macerata, dónde fue nombrado rector debido a ello se traslada en el 1938 a Padua, luego en 1940 a Roma, y de allí  a Napoli, en la Università degli Studi di Napoli Federico IIpor un periodo de 10 años. Tras ese periodo regresó a  Roma.
En el julio del 1943 tomo parte en la redacción del Código de Camaldoli.
El 3 de diciembre de 1955 fue nombrado juez de la Corte costituzionale por el Presidente de la República Giovanni Gronchi jurando el cargo el 15 diciembre junto con ¡otros catorce jueces. No llegó a ocupar su cargo debido a que falleció el día de la sesión inaugural (23 de abril de 1956).
Fue uno de los fundadores del Ugci (Unión jurisconsultos católicos italianos), siendo su primer presidente.

## Pensamiento
Su filosofía se denomina "doctrina de la experiencia jurídica" y se centra en la voluntad del sujeto agente, que se expresa en la propia acción , verdadera fuente de expresión jurídica y de vida. La filosofía debería así pues ocuparse de la vida y de la acción, teniendo a la "persona" como su centro especulativo. 
Su pensamiento está vinculado  al personalismo católico.  Que tiene a su vez, su origen en el siglo XX, sobre las huellas de San Agustín , Pascal, Rosmini, incorporando la  obra de pensadores franceses cómo Maritain y Mounier. 
Puso en el centro de sus investigaciones las relaciones esenciales que atraviesan  la legislación, -entendido como exigencia jurídica-, y la vida. En su filosofía del Derecho supera el campo de la técnica jurídica para desarrollar una visión orgánica de lo Real en la que Dios está presente. 

## Obras
- Fe y ciencia, 1912
- Sabio sobre el Estado, 1918
- Reflexiones sobre la autoridad y su crisis, 1921
- La nueva democracia dirigida, 1922
- Análisis de la experiencia común, 1930
- Estudie sobre la experiencia jurídica, 1932
- Introducción a la vida ética, 1953
- La cuestión de la ciencia del derecho, 1937
- Incertidumbres sobre la individua, Milán, Giuffrè, 1969
- Pensamientos a Giulia, 1918#-1924[1]